# Търничени
Търничени е село в Южна България. То се намира в община Павел баня, област Стара Загора.

## География
Намира се в Розовата долина в подножието на Стара планина и Източно Средногорие. Тук се счита, че е естественият географски център на България.
Селото отстои на 12 км северозападно от гр. Павел баня и е само на 1 км. асфалтов път от подбалканските шосейна и железопътна линия.

## История
Има данни, че селото е основано от преселници от Търново и от там произхожда името му Търничени.

## Културни и природни забележителности
В село Търничени има филиал на художествената галерия в Казанлък с творби на Дечко Стоев, Стефан Янкулов, Христо Форев, скулптури на Иван Топалов, както и постоянна експозиция от дървопластика на обработени природни форми на художника Христо Йотов.
Интерес представлява възстановената розоварна.
Селото се намира в центъра на тракийската Долина на царете в близост до древната столица на траките Севтополис. Има множество тракийски могили.
Невероятна природа, все още чиста. Минават 2 реки – Тунджа и Тъжа.

## Редовни събития
В Търничени, подобно на Тъжа, кукерският карнавал се провежда една седмица преди Сирни Заговезни. Празника на селото е на Тодоров ден. Тогава се провеждат куший (надбягвания с коне) и народни хора.

## Личности
- Нестор Байков (1872 – 1955), български революционер, прилепски войвода на ВМОРО;
- Иван Топалов (1906 – 1989), скулптор.
- Васил Козаров (1921 – 1985), български офицер, генерал-майор